# Palazzo Reale (Aranjuez)
Il Palazzo reale di Aranjuez è una delle residenze del Re di Spagna. Si trova ad Aranjuez (Comunità autonoma di Madrid).

## Storia
Venne commissionato da Filippo II di Spagna e progettato da Juan Bautista de Toledo e Juan de Herrera, già progettisti del Monastero dell'Escorial. Al progetto collaborò in parte anche Filippo Juvarra oltre ad altri architetti illustri come Francesco Sabatini e Rafael Contreras Muñoz mentre Giuseppe Gricci operò in qualità di scultore. Venne completato durante il regno di Ferdinando VI; Carlo III aggiunse due ali. Anche un ulteriore edificio, la Casa del Labrador, fa parte del complesso.
Gli immensi giardini, costruiti per elevare la residenza dallo spoglio paesaggio delle mesetas spagnole, utilizzano acqua pescata dai vicini fiumi Tago e Jarama, e sono i più importanti del Paese tra quelli risalenti al periodo asburgico. I Jardin de la Isla si trovano su di un'isola artificiale attorniata dal fiume Tago e dal Ria Canal.
Le importanti strutture museali comprendono il Museo de la Vida en Palacio, che descrive la vita quotidiana dei monarchi spagnoli, ed il Museo de las Falúas Reales, che ospita la più ricca collezione di materiale tratto dai tesori reali.